# (7077) Shermanschultz
(7077) Shermanschultz (1982 VZ) – planetoida z pasa głównego asteroid okrążająca Słońce w ciągu 5,7 lat w średniej odległości 3,19 j.a. Odkryta 15 listopada 1982 roku.